# 唐尺
唐尺（とうじゃく）とは、中国の唐で用いられていた尺で、後に朝鮮の高麗で用いられていた高麗尺とともに日本でも用いられた。

## 概要
中国王朝の尺は前王朝の尺をそのまま用いることを基本とし、秬黍のうち中くらいのもの1粒の幅を1分とし、10分＝1寸、10寸＝1尺にしたとされている（『漢書』律暦志、唐『開元令』など。ただし、これは伝説の領域の話と考えられている）。漢の尺は秦の尺を用いたとされていることから、「秦尺」と呼ばれていた。ところが、時代が下るにつれて尺の長さは延びる傾向にあり、南北朝時代には秦尺よりも明らかに長い尺が用いられるようになっていた。南北朝を統一した隋は「秦尺」に戻す政策を採り、唐もその政策を継承した（もっとも、隋唐の尺は「秦尺」とは完全には一致しなかった）。しかし、統一以前の従来の尺も民間で広く使われており、これを廃止することも困難であった。そこで、唐では従来の尺が秦尺の1.2倍（すなわち1尺2寸）とほぼ等しいことに注目し、従来の尺＝大尺、秦尺＝小尺とし、大尺1尺＝小尺1.2尺と定めて使用目的ごとに使い分けを行うことにした。
日本では7世紀後半には既に唐尺は伝わっていたが、既に高麗尺が広く使われていたため混乱が生じた。そのため、大宝律令では高麗尺を大尺、唐尺の大尺を小尺とした。その後、和銅6年（713年）になって格が出され、高麗尺を廃止して唐尺の大尺・小尺をそのまま用いることにした。ただし、この経緯に関しては異説も出されている。その後、天平年間には大宝律令の小尺＝和銅以後の大尺として用いられたとされる唐尺の大尺が主に用いられるようになり「天平尺」とも称されたが、天平期には約29.6cmであった1尺が8世紀末には約30cmに達するなど、以後は鎌倉時代にかけて延びる傾向がみられるなど、時代や地域によって延び縮みが見られる。江戸時代には今日の1尺に近い約30.3cmとなり、明治政府が度量衡法を定めて改めて1尺＝30.304cm（10/33ｍ）と法制化された。